# Eschatologie
Eschatologie (z řeckého έσχατος eschatos, „poslední“; λόγος logos, „slovo, nauka“) je nauka o posledních věcech. „Veškeré eschatologie jsou imaginativní konstrukce“, a sice především proto, že se zabývají událostmi, které nelze ověřit (respektive nelze je ověřit běžně chápanými způsoby). Kromě toho se eschatologie mnohdy zabývá něčím, co není ohraničeno časem a tím se  vymyká běžné zkušenosti.
Slovo eschatologie může mít dva základní významy:
- Jedná se o teologickou disciplínu zabývající se buď posledními věcmi člověka (tj. z křesťanského hlediska otázka smrti, nesmrtelnosti lidské duše, soudu, očistce, pekla apod.), nebo posledními otázkami světa (konec časů, vzkříšení, apokatastaze apod.).
- V přeneseném smyslu může eschatologie znamenat samotné poslední věci (obvykle světa); z tohoto hlediska je téměř synonymem pro έσχατον eschaton, což je vlastní termín označující poslední věci.

## Eschatologie v křesťanství
Existence eschatologie v křesťanství znamená (bez ohledu na rozdíly v naukách jednotlivých křesťanských denominací), že křesťanství vyznává pozitivní hodnotu a lineární charakter dějin. To znamená, že dějiny nejsou ani cyklické, ani „bez začátku a bez konce“, ale že mají svůj počátek, směřují ke svému konci, mají svůj cíl a jsou vedeny Bohem. V Bibli se tento lineární charakter dějin, které pod Božím vedením směřují ke svému stanovenému cíli, nalézá především v apokalyptických spisech.

## Eschatologie v islámu
K Muhammadovi al-Mahdímu se váže představa tzv. nepřítomného či skrytého imáma, který přijde na konci věků v ší'itském islámu.